# Mesoleius spoliatus
Mesoleius spoliatus is een insect dat behoort tot de orde vliesvleugeligen (Hymenoptera) en de familie van de gewone sluipwespen (Ichneumonidae). De wetenschappelijke naam van de soort werd voor het eerst geldig gepubliceerd door Herman Teunissen in 1945. Het holotype is in 1937 in Voorburg gevangen.